# Elżbieta Kotkowska
Elżbieta Teresa Kotkowska – polska inżynier, teolog, dr hab. nauk teologicznych, profesor uczelni Zakładu Filozofii i Dialogu Wydziału Teologicznego Uniwersytetu im. Adama Mickiewicza w Poznaniu.

## Życiorys
W latach 1991–1993 odbyła studia budowy maszyn, podstawowych problemów techniki w Politechnice Poznańskiej i teologiczne na Papieskim Wydziale Teologicznym w Poznaniu. W 2001 r. obroniła pracę doktorską pt. Perspektywa historiozbawcza człowieka i kosmosu według św. Grzegorza z Nyssy, której promotorem był ks. prof. Bogdan Częsz, w 2016 r. habilitowała się na podstawie pracy zatytułowanej Nicejskie ὁμοούσιος w procesie inkulturacji wiary w Bóstwo Syna. Studium teologicznofundamentalne na tle tradycji. Została zatrudniona na stanowisku adiunkta w Zakładzie Teologii Fundamentalnej i Ekumenizmu na Wydziale Teologicznym Uniwersytetu im. Adama Mickiewicza w Poznaniu.
Jest profesorem uczelni w Zakładzie Filozofii i Dialogu na Wydziale Teologicznym Uniwersytetu im. Adama Mickiewicza w Poznaniu, a także członkiem Rady Dyscypliny Naukowej – Nauk Teologicznych Uniwersytetu im. Adama Mickiewicza w Poznaniu i Zespołu Odwoławczego Polskiej Komisji Akredytacyjnej.